# فرودگاه واتی
فرودگاه واتی    (به انگلیسی: Whatì Airport)  یک فرودگاه همگانی  با کد یاتا YLE است که یک باند فرود شن دارد و طول باند آن ۹۱۲ متر است. این فرودگاه در  کشور کانادا قرار دارد و در ارتفاع ۲۶۹ متری از سطح دریا واقع شده است.

## شرکت‌های هواپیمایی و مقصدهای پروازی
| شرکت‌های هواپیمایی | مقصدهای پروازی |
| ----------------- | -------------- |
| Air Tindi         | یلونایف        |